# Cérvol de Schomburgk
El cérvol de Schomburgk (Rucervus schomburgki) és una espècie probablement extinta de cérvol que era endèmica de Tailàndia. El cérvol de Schomburgk fou descrit per Edward Blyth el 1863 i anomenat en honor de Sir Robert H. Schomburgk, el cònsol britànic a Bangkok durant el període 1857-1864. A principis del segle XXI fou separat del gènere Cervus i assignat al gènere Rucervus. En un primer moment es creia que s'havia extingit a la dècada del 1930, però un estudi publicat el 2019 trobà que havia sobreviscut com a mínim fins al 1990 o 1991 i que fins i tot encara podria perdurar avui en dia.